# Alcea froloviana
Alcea froloviana är en malvaväxtart som först beskrevs av Litw., och fick sitt nu gällande namn av Modest Mikhaĭlovich Iljin. Alcea froloviana ingår i släktet stockrosor, och familjen malvaväxter. Inga underarter finns listade i Catalogue of Life.